# Kwas itakonowy
Kwas itakonowy, kwas metylidenobursztynowy – organiczny związek chemiczny z grupy kwasów dikarboksylowych. Otrzymywany jest w wyniku destylacji kwasu cytrynowego, pojawia się również podczas fermentacji cukrów.